# Josep Maria Farré i Moregó
Josep Maria Farré i Moregó (Lleida, 1897 - Barcelona, 1983) fou un notari i polític català.
Milità en lo jaumisme i durant la seua joventut fou col·laborador d'El Correo Leridano. Per la posició de la Comunió Tradicionalista contrària a la propaganda en favor de l'Estatut de Núria, abandonà el partit l'any 1931 i fou un dels membres fundadors d'Unió Democràtica de Catalunya, formant part del seu Consell Nacional. Fou candidat per Barcelona a les eleccions al Parlament de Catalunya de 1932 amb la llista de la Lliga Regionalista. Per discrepància amb l'actitud d'UDC respecte a la llei de Contractes de Conreu, se va donar de baixa del partit i abandonà la política activa. Tanmateix, per a les eleccions generals espanyoles de 1936 va signar un manifest d'ex-consellers i ex-socis d'UDC demanant lo vot al Front Català d'Ordre, tot afirmant que la qüestió catalana no era l'única ni la més important, i que pel damunt hi havia la defensa dels «drets de l'Església i la societat» amenaçats per «l'actuació esquerrana en sentit laïcista i marxista».
L'any 1922 va publicar un estudi sobre els "atentats socials" a Espanya i particularment a Barcelona, afirmant que entre 1918 i 1921 hi havia hagut a Barcelona 809 atemptats de caràcter social, on la major part de les víctimes eren obrers. Amb una visió contrària al Sindicat Únic, Farré manifestà que la violència del sindicalisme revolucionari constituïa una forma de propaganda anarquista.
Exercí de notari a Barcelona des del 1925 fins a la jubilació, el 1972. L'any 1936 fou un dels organitzadors del I Congrés Jurídic Català. Va morir a Barcelona el 10 de febrer de 1983.

## Obres
- Criminalidad social: el delito de apología (1921)
- Los atentados sociales en España, estudio sociológicojurídico. Estadística de los cometidos desde el 1 de enero de 1917 hasta 1 de enero de 1922, especial de los cometidos en Barcelona desde 1 de enero de 1910 hasta 1 de enero de 1922 (Casa Faure, Madrid, 1922)